# Geallieerden (Hollandse Oorlog)

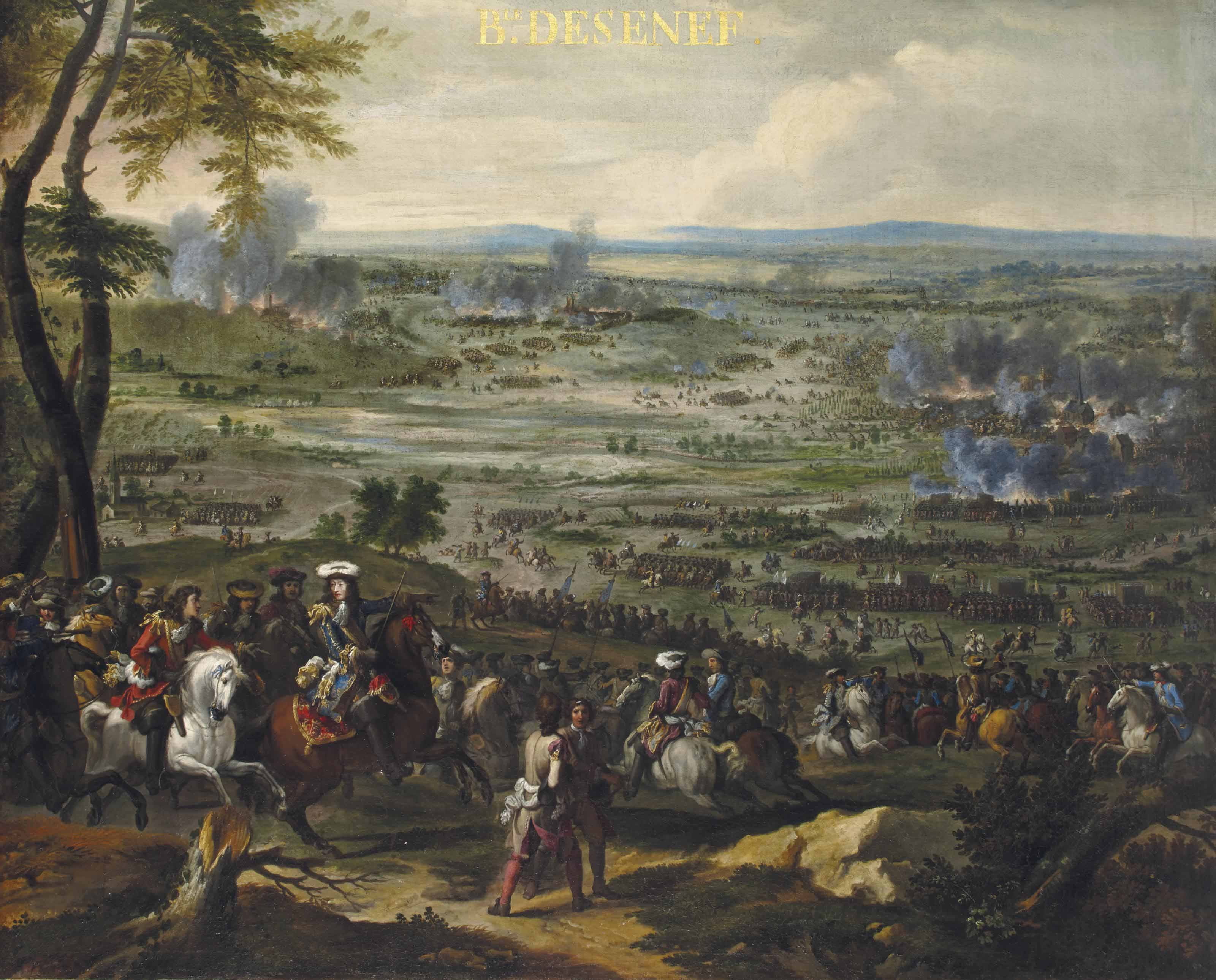
Treffen tussen Franse en geallieerde troepen, in de Slag bij Seneffe

De geallieerden van de Hollandse Oorlog (1672–1679) streden tegen de troepen van Lodewijk XIV van Frankrijk, nadat die waren binnengevallen in de Republiek der Zeven Verenigde Nederlanden.
De Franse troepenbewegingen in het hertogdom Kleef maakten dat Brandenburg-Pruisen zich aansloot bij de Republiek. Brandenburg kon keizer Leopold I overtuigen om gezamenlijk een Franse hegemonie tegen te gaan. Franse troepen in het graafschap Mark wisten echter te beletten dat de twee legers zich samenvoegden. In juni 1673 trok Brandenburg zich tijdelijk terug uit de strijd (het verdrag van Vossem).
Reeds in april 1672 hadden de Spaanse Nederlanden troepen te hulp gestuurd. Het Spaanse Rijk wenste geen open oorlog, na de Frans-Spaanse Oorlog (1635-1659) en de Devolutieoorlog (1667-1668). De Republiek beloofde aan Spanje Maastricht (inclusief Vroenhoven, de Sint-Servaas en de Redemptiedorpen) indien deze stad heroverd kon worden en de Republiek gered werd. Op 30 augustus 1673 ging Spanje hiermee akkoord (het verdrag van Den Haag). Het bondgenootschap werd mede ondertekend door keizer Leopold I en Karel IV van Lotharingen, zodat men soms spreekt van de Quadruple Alliantie. Na de oorlog zou de overdracht van Maastricht geweigerd (1678 en 1687) en uiteindelijk afgekocht worden (het Verdrag van Fontainebleau).
In het voorjaar van 1674 verkreeg de keizer de steun van Trier, Mainz, de Palts en Brunswijk. Bovendien wisselden Münster en Keulen van kamp. Het wederom toetreden van Brandenburg werd beantwoord met Zweedse agressie, wat ook Denemarken-Noorwegen in de anti-Franse partij bracht.